# 福岡県道24号福岡東環状線
福岡県道24号福岡東環状線（ふくおかけんどう24ごう ふくおかひがしかんじょうせん）は、福岡県福岡市東区から福岡市博多区に至る県道（主要地方道）である。福岡都市圏の東部を走る。

## 概要
福岡市東区千早5丁目から福岡市博多区月隈3丁目（バイパス終点は月隈5丁目）に至る。
福岡都市圏東部の環状線の役割を果たす目的であるが、福岡県道607号福岡篠栗線以北は、経路の入り組んだ狭い2車線道路であり、都市計画道路の計画上は未整備であるが、国道201号広田交差点を通り、多々良川を橋梁で越え、土井駅西側の土井地区付近を通る現道への接続が予定されている。
起点である香椎参道口交差点から香椎宮本殿までの区間は香椎宮本殿への参道でもあるため、地元では香椎参道とも呼ばれる。

### 路線データ
- 起点：福岡市東区千早5丁目（香椎参道口交差点、国道3号交点）
- 終点：福岡市博多区月隈3丁目（月隈パークゴルフ場前交差点、福岡県道574号水城下臼井線交点）
- バイパス終点：福岡市博多区月隈5丁目（立花寺（りゅうげじ）北交差点、国道3号交点、国道202号福岡外環状道路起点）

## 歴史
- 1983年（昭和58年）4月1日 - 路線認定。

路線番号「24」は1982年（昭和57年）3月31日までは現在の国道442号に相当する福岡県道24号八女大川線として扱われてきたが、同線が同年4月1日をもって国道に昇格したため、路線廃止が行われ欠番となる。その翌年の1983年（昭和58年）4月1日に福岡県告示により当時の福岡県道544号志免御幸線と福岡県道598号志免板付線の2路線を主要地方道に認定・昇格して現在に至っている。
- 1993年（平成5年）5月11日 - 建設省から、県道福岡東環状線が福岡東環状線として主要地方道に指定される[1]。

## 路線状況

### 福岡東環状道路
一方、地域高規格道路の都市圏自動車専用道路等の候補路線である福岡東環状道路は、九州自動車道・福岡IC方面から、福岡高速道路・月隈JCTまでの間を結ぶ、構想段階の路線である。
福岡東環状道路の一般部として、また福岡県道24号福岡東環状線のバイパス道路として、2006年（平成18年）現在、福岡篠栗線以南の、粕屋町の扇橋交差点から博多区の立花寺北交差点までが、6 - 4車線で整備済（完成供用）されている。
つまり福岡県道607号福岡篠栗線と国道3号との間で、環状線として利用できる。なお、立花寺（りゅうげじ）北交差点を直進するとそのまま福岡外環状道路・福岡高速5号線に接続する。
なお、同バイパス区間は、将来的には福岡東環状道路の高架部（高架道路）も建設可能なように用地や幅員が確保されている。また立花寺北交差点も、福岡高速2号線側がアンダーパスとなっており、福岡高速5号線側から高架道路を延ばして福岡東環状道路の高架部に接続する事も可能である。

### 重複区間
- 福岡県道21号福岡直方線（福岡市東区土井1丁目・土井（鳥田）交差点 - 福岡市東区土井3丁目）
- 福岡県道91号志免須恵線（糟屋郡粕屋町大字酒殿 - 糟屋郡志免町志免中央1丁目・鉄道公園前交差点）

### 道路施設

#### 橋梁
- 雨水橋（多々良川、糟屋郡粕屋町）
- 酒殿橋（須恵川、糟屋郡志免町）

バイパス
- 仲原大橋（須恵川、糟屋郡粕屋町）

## 地理

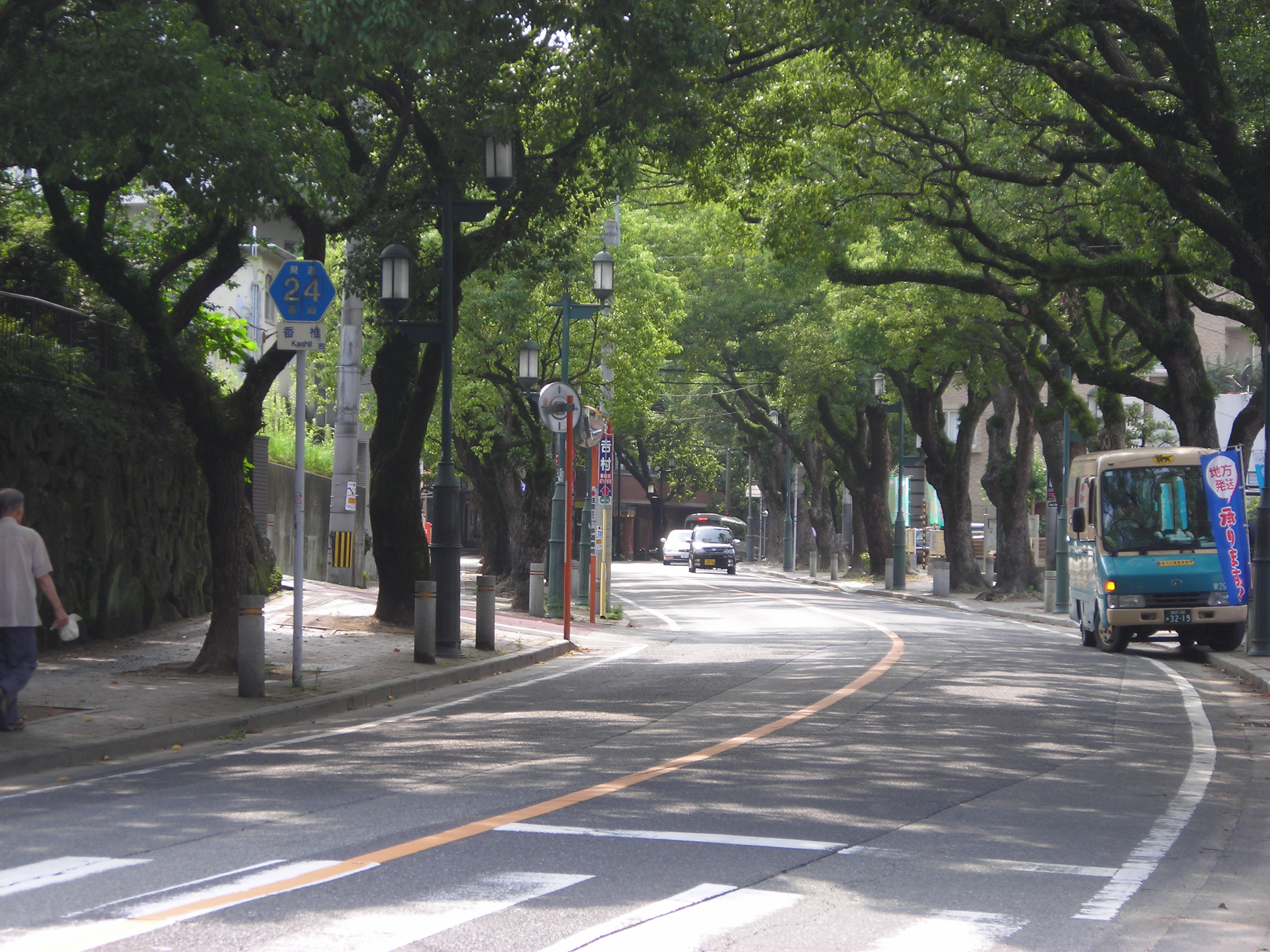
福岡県道24号（福岡市東区香椎）

### 通過する自治体
- 福岡市（東区）
- 糟屋郡粕屋町
- 糟屋郡志免町
- 福岡市（博多区）

### 交差する道路
| 交差する道路                                                          | 市町村名 | 市町村名 | 交差する場所              | 交差する場所 |
| --------------------------------------------------------------------- | -------- | -------- | ------------------------- | --- |
| 国道3号                                                               | 福岡市   | 東区     | 千早5丁目                 | 香椎参道口交差点 / 起点 |
| 福岡県道504号町川原福岡線                                             | 福岡市   | 東区     | 香椎駅前1丁目             | |
| 国道3号 / 博多バイパス                                                | 福岡市   | 東区     | 香椎2丁目                 | [ 注釈 1 ] |
| 福岡県道21号福岡直方線 重複区間起点                                   | 福岡市   | 東区     | 土井1丁目                 | 土井（鳥田）交差点 |
| 福岡県道546号猪野土井線                                               | 福岡市   | 東区     | 土井2丁目                 | |
| 福岡県道21号福岡直方線 重複区間終点                                   | 福岡市   | 東区     | 土井3丁目                 | |
| 国道201号                                                             | 糟屋郡   | 粕屋町   | 戸原東3丁目               | [ 注釈 1 ] |
| 福岡県道545号伊賀仲原線                                               | 糟屋郡   | 粕屋町   | 戸原東3丁目               | 大川小学校前交差点 |
| 福岡県道607号福岡篠栗線                                               | 糟屋郡   | 粕屋町   | 長者原東2丁目             | 長者原交差点 |
| 福岡県道91号志免須恵線 重複区間起点                                   | 糟屋郡   | 粕屋町   | 大字酒殿                  | |
| 福岡県道91号志免須恵線 重複区間終点                                   | 糟屋郡   | 志免町   | 志免中央1丁目             | 鉄道公園前交差点 |
| 福岡県道68号福岡太宰府線                                              | 糟屋郡   | 志免町   | 志免中央4丁目             | 大的交差点 |
| 福岡県道24号福岡東環状線 / バイパス                                   | 糟屋郡   | 志免町   | 志免中央3丁目             | 片峰新橋交差点 |
| 福岡県道574号水城下臼井線                                             | 福岡市   | 博多区   | 月隈3丁目                 | 月隈パークゴルフ場前交差点 / 終点 |
| バイパス                                                              |          |          |                           | |
| 福岡県道607号福岡篠栗線                                               | 糟屋郡   | 粕屋町   | 大字仲原                  | 扇橋交差点 / バイパス起点【北緯33度36分41.6秒 東経130度27分40.5秒 / 北緯33.611556度 東経130.461250度】                                       |
| 福岡県道91号志免須恵線                                                | 糟屋郡   | 志免町   | 南里5丁目                 | 南里駅前交差点 |
| 福岡県道68号福岡太宰府線                                              | 糟屋郡   | 志免町   | 南里1丁目                 | 新屋敷南交差点 |
| 福岡県道24号福岡東環状線                                              | 糟屋郡   | 志免町   | 志免中央3丁目             | 片峰新橋交差点 |
| 福岡県道574号水城下臼井線                                             | 福岡市   | 博多区   | 立花寺（りゅうげじ）1丁目 | 立花寺東交差点 |
| 福岡高速2号太宰府線 福岡高速環状線 国道3号 国道202号 / 福岡外環状道路 | 福岡市   | 博多区   | 月隈5丁目                 | 立花寺北交差点 / バイパス終点【北緯33度33分55.1秒 東経130度27分46.4秒 / 北緯33.565306度 東経130.462889度】 207 金の隈出入口 501 西月隈出入口 |

### 交差する鉄道
- 西鉄貝塚線
- 鹿児島本線
- 香椎線
- 九州新幹線
- 篠栗線

### 沿線
- 西鉄貝塚線 香椎宮前駅
- JR九州鹿児島本線・香椎線・JR貨物博多臨港線 香椎駅
- 香椎宮
- JR九州香椎線 香椎神宮駅
- 粕屋町立大川小学校
- 粕屋町立大川幼稚園
- 粕屋町役場
- サンレイクかすや
- 駕与丁池
- イオンモール福岡
- 志免鉄道記念公園（旧志免駅）
- 志免町立志免中央小学校
- 志免町民体育館
- 志免町立志免保育園
- 福岡市立月隈小学校
- 上月隈中央公園